# Galileo Galilei (film din 1968)
Galileo Galilei (titlul original: în italiană Galileo) este un film dramatic, biografic de coproducție bulgaro-italiană, realizat în 1968 de regizoarea Liliana Cavani, despre viața lui Galilei. 
Protagoniștii filmului sunt actorii Cyril Cusack, Georgi Kalojančev, Nevena Kokanova și Nikolaj Dojčev.

## Rezumat
Astronomul Galileo Galilei predă la Universitatea din Padova. În timp ce pune la îndoială ideile lui Ptolemeu și Aristotel, dogmele științifice oficiale impuse de Biserica Catolică, el rămâne secret în privința îndoielilor sale. Prietenul său mai sincer, filozoful Giordano Bruno, este raportat la Inchiziție pentru ideile sale revoluționare și ulterior executat ca eretic.
Totuși, Galileo își continuă studiile cu un telescop construit de tehnicieni olandezi și perfecționat de el și ajunge la concluzia că sistemul heliocentric al lui Copernic este valabil. El își publică descoperirile într-o carte, ceea ce duce la o serie de interogatorii ale Inchiziției. În fața unei posibile condamnări la moarte, Galileo își retrage public teoriile.

## Distribuție
- Cyril Cusack – Galileo Galilei
- Georgi Kalojančev – Giordano Bruno
- Nevena Kokanova – Marina, iubita lui Galileo
- Nikolai Doicev – cardinalul Bellarmino
- Gheorghi Cerkelov – Paolo Sarpi
- Piero Vida – Papa Urban al VIII-lea
- Giulio Brogi – Giovanni Francesco Sagredo
- Gigi Ballista – comisarul dominican
- Miroslav Mindov – cardinalul Bordzhiya
- Nikolai Ouzounov – cardinalul Chentino
- Maia Dragomanska – fiica lui Galileo
- Jean Rougeul – papa Paul al V-lea
- John Karlsen – Christophorus Clavius
- Lou Castel – părintele Charles
- Max Turilli – profesorul Acquapendente
- Paolo Graziosi – Gian Lorenzo Bernini
- Mila Dimitrova – mama lui Galileo
- Maria Quasimodo – văduvă bogată
- Anna Maria Gherardi – Giovanna

## Lansare
Filmul a fost lansat în anul 1968 fiind prezentat în premieră la cel de-al 29-lea Festival Internațional de Film de la Veneția.
În România premiera filmului Galileo Galilei a avut loc la data de 10 noiembrie 1969 la cinematograful „Victoria” din capitală.

## Recompense
Filmul a fost prezentat la cel de-al 29-lea Festival Internațional de Film de la Veneția în 1968.
Filmul a câștigat premiul Cineforum din 1968.

## Aprecieri
„ Debutul lui Cavani se menține în limitele intenției de popularizare: informează onest, fără a sonda tangențe cu planul psihofilozofic, despre prețul adevărului sub tirania Inchiziției. ”—T. Caranfil , Dicționar universal de filme 